# Poder de selamento
Poder de selamento, no mormonismo, é o meio pelo qual todos os convênios, contratos, obrigações, compromissos, juramentos, votos, performances, ligações, associações ou expectativas, tentam atingir a eficácia, virtude, ou vigor, durante, e após a ressurreição dos mortos.  